# Сан Поло II (Кјети)
Сан Поло II (итал. San Polo II) је насеље у Италији у округу Кјети, региону Абруцо.
Према процени из 2011. у насељу је живело 102 становника. Насеље се налази на надморској висини од 250 м.